# Setodes trilobatus
Setodes trilobatus là một loài Trichoptera trong họ Leptoceridae. Chúng phân bố ở miền Cổ bắc.